# Gustavo Munúa
Gustavo Munúa (ur. 27 stycznia 1978 w Montevideo) – urugwajski piłkarz występujący na pozycji bramkarza. Posiada również obywatelstwo hiszpańskie. Obecnie trener.

## Kariera klubowa
Gustavo Munúa zawodową karierę rozpoczynał w 1997 roku w Nacionalu Montevideo. Początkowo pełnił tam rolę rezerwowego dla Carlosa Nicoli, jednak z czasem wywalczył sobie miejsce w podstawowej jedenastce. Razem z „Tricolores” cztery razy zdobył mistrzostwo Urugwaju – w 1998, 2000, 2001 i 2002 roku. Ustanowił także rekord najdłuższej passy bez wpuszczenia bramki, która wyniosła 963 minuty. Łącznie dla Club Nacional Gustavo rozegrał 102 ligowe pojedynki. Zdobył w nich trzy gole, między innymi dający zwycięstwo w spotkaniu przeciwko Central Español Montevideo po świetnym strzale z rzutu wolnego.
W 2003 roku Urugwajczyk podpisał kontrakt z występującym w Primera División Deportivo La Coruña. Na Estadio Municipal de Riazor w latach 2003–2006 był zmiennikiem dla Hiszpana José Francisco Moliny, a od 2006 roku dla Izraelczyka Dudu Aouate. Dla Deportivo Munúa przez 6 lat rozegrał łącznie tylko 27 ligowych pojedynków.
W 2009 roku piłkarz odszedł do Málagi. Od początku pobytu w nowym klubie stał się jego podstawowym zawodnikiem. Rywalizację o miano pierwszego bramkarza wygrał z Francesciem Arnau i Roberto Santamaríą. W 2010 roku przeszedł do Levante UD, gdzie rozegrał 86 meczów przez 3 sezony. Od 18-06-2013 jest zawodnikiem ACF Fiorentina, do której przeszedł na zasadzie wolnego transferu.

## Kariera reprezentacyjna
W 1997 roku Munúa razem z reprezentacją Urugwaju do lat 20 zdobył srebrny medal młodzieżowych Mistrzostw Świata 1997. W seniorskiej kadrze zadebiutował 24 maja 1998 roku w zremisowanym 2:2 spotkaniu przeciwko Chile, a na kolejny mecz w musiał czekać niemal dwa lata.
W 2002 roku Víctor Púa powołał Munúę na Mistrzostwa Świata w Korei Południowej i Japonii. Na mundialu tym „Charrúas” zajęli trzecie miejsce w swojej grupie i odpadli z turnieju. Sam Munúa na azjatyckich boiskach był rezerwowym dla Fabiána Cariniego i nie wystąpił w żadnym z meczów. Łącznie dla drużyny narodowej rozegrał 21 pojedynków.